# Скупштина у Визилу
Визилска скупштина одржана је 21. јула 1788. године у француском селу Визилу као последица инцидента у Греноблу, познатог као "Дан црепова". 

## Историја
Грађани Гренобла побунили су се 7. јуна 1788. године против краљевске власти. Скупштина која је одржана у Греноблу била је само увод за општу узбуну општинских већа Дофинеје. Нова скупштина заказана је за 21. јул. Магнат дофинејске привреде, Перијер, уступио је свој дворац надомак Гренобла, у Визилеу, кога је управо купио како би у њему сместио фабрику памука. У том дворцу се састала скупштина. Она представља неку врсту покрајинских државних сталежа. Скупштину је сачињавало 50 свештеника, 165 племића и 276 представника трећег сталежа. Од 1212 жупа колико их је бројала покрајина, били су присутни представници свега 194. Захтевала се обнова парламента, али лишених њихових политичких искључивих права; државни сталежи чије је сазивање било затражено су "једини имали неопходну снагу да се боре против деспотизма министара и стану на крај пљачкању државних финансија". Скупштина је прокламовала нужност националног јединства како би се створио нови поредак. Већања Визилске скупштине су, дакле, имали револуционарни карактер. Она представља увод у Француску револуцију. 